# 人びとシリーズ
『人びとシリーズ』（ひとびとシリーズ）は、つつましく暮らす人々の出会いと別れを描いた内海隆一郎の短編小説作品群の総称である。その総数は300篇を超えると言われている。1993年に谷口ジローにより漫画化されている。

## 概説
1985年に、日本ダイナースクラブの月刊会員誌『シグネチャー』で連載した一話完結の短編小説21篇を所収した『人びとの忘れもの』が、筑摩書房から出版された。以来、複数の媒体を通じて市井の人びとを描いた短編小説を発表するようになり、やがてその作品群は「人びとシリーズ」と総称されるようになった。『小さな手袋』や『相棒』など「人びとシリーズ」作品が、学校の教科書に採録された例も少なくない。

## 書誌情報

### 単行本
- 『人びとの忘れもの』筑摩書房、1985年9月。ISBN 4-480-80256-8。[7]
- 『人びとの旅路』新潮社、1988年7月。ISBN 4-10-369901-9。
- 『人びとの情景』PHP研究所、1988年12月。ISBN 4-569-22371-0。
- 『人びとの岸辺』筑摩書房、1990年2月。ISBN 4-480-80291-6。[8]
- 『人びとの季節』PHP研究所、1990年11月。ISBN 4-569-52909-7。
- 『人びとの光景』新潮社、1992年3月。ISBN 4-10-369903-5。
- 『人びとの街角』PHP研究所、1993年3月。ISBN 4-569-53917-3。
- 『人びとの坂道』彌生書房、1995年11月。ISBN 4-8415-0706-X。
- 『懐かしい人びと』PHP研究所、1997年10月。ISBN 4-569-55831-3。[9]

### 選集
- 『30%の幸せ』メディアパル、2008年2月。ISBN 978-4-89610-091-4。[1]

### 関連書誌
- 『教科書名短篇 家族の時間』中央公論新社〈中公文庫〉、2021年4月21日。ISBN 978-4-12-207060-8。[10]

## 漫画
内海隆一郎の「人びとシリーズ」から谷口ジローが選んだ8篇を、『人びとシリーズ』と題し『ビッグコミック』で1993年4月から連載、同年11月に単行本化された。2005年にスペインで催された第32回アングレーム国際バンド・デシネ・フェスティバルにおいて、最優秀美術賞を受賞した。

### 各話概略
第1話「欅の木」
『ビッグコミック』第26巻第11号（1993年5月10日（9）号）に掲載された。原作は『人びとの忘れもの』（筑摩書房刊）に所収の同名小説である。中古だが広い庭付きの家に越してきた原田さん夫婦は、庭木が根こそぎ持って行かれていることに気づく。そして残された欅の木は、葉を近所に散らすため、苦情の元になっていた。近所からの苦情に閉口した原田さんは欅の木を切ってしまおうとする。
第2話「白い木馬」
『ビッグコミック』第26巻第12号（1993年5月25日（10）号）に掲載された。原作は『人びとの光景』（新潮社刊）に所収の同名小説である。長女の芳子から孫のヒロミの世話を頼まれた木下さん夫婦は、祖父母の自分たちにかたくなな態度を見せるヒロミに驚き、心配を募らせる。
第3話「再会」
『ビッグコミック』第26巻第13号（1993年6月10日（11）号）に掲載された。原作は『人びとの旅路』（新潮社刊）に所収の同名小説である。また、「作画協力」として上杉忠弘が名を連ねている。 東京で活躍するデザイナーの岩崎さんは仕事で訪れた小都市で、離婚のため幼い頃に生き別れになった娘が個展を開いていることに気づく。駆けつけた展覧会場で岩崎さんは1枚の絵に出会う。
第4話「兄の暮らし」
『ビッグコミック』第26巻第14号（1993年6月25日（12）号）に掲載された。原作は『人びとの季節』（PHP研究所刊）に所収の同名小説である。8年前に家を飛び出して一人暮らしをしている兄・啓吉を心配した坂本さんは、兄のアパートを訪れる。久しぶりに再会した兄は、69歳になるにもかかわらず若い頃と同じくいなせで、屋根葺きの仕事に精を出していた。
第5話「林を抜けて」
『ビッグコミック』第26巻第15号（1993年7月10日（13）号）に掲載された。原作は『人びとの岸辺』（筑摩書房刊）に所収の同名小説である。小学校3年生の弘の家族は、公団住宅へ引っ越すためにかわいがっていた秋田犬のコロをよそにあずけてきた。林の向こうに広がる街並みからコロの鳴き声がすることに気づいた弘は小1の弟を連れて、林を抜けてコロに会いに行こうとする。
第6話「雨傘」
『ビッグコミック』第26巻第16号（1993年7月25日（14）号）に掲載された。原作は『人びとの岸辺』（筑摩書房刊）に所収の同名小説である。小牧さんの弟が12年ぶりに訪ねてくる。降りしきる雨の中、弟との再会を前に、小牧さんは継母に反発し荒んだ生活を送っていた日々と、必死に継母に懐こうとした弟の思いをふり返る。
第7話「絵画館付近」
『ビッグコミック』第26巻第18号（1993年8月10日（15）号）に掲載された。原作は『人びとの岸辺』（筑摩書房刊）に所収の同名小説である。息子夫婦から同居することを強く勧められている大谷さんは、今日も絵画館付近のベンチに向かう。そこにはいつも品のよい老紳士が待っていて、大谷さんの悩みに耳を傾けてくれるのだ。
最終話「彼の故郷」
『ビッグコミック』第26巻第19号（1993年8月25日（16）号）に掲載された。原作は『人びとの情景』（PHP研究所刊）に所収の同名小説である。ノエミさんの型染め作品「彼の故郷」が日展で入選した。熱烈な恋愛結婚でハルキさんと結ばれ日本に来たノエミさんは、夭逝したハルキさんへの鎮魂と自らを拒否し続ける姑への謝罪を込めてこの作品を制作したのだ。

### 単行本
1993年11月に単行本化される際、その書名が『欅の木』となった。イタリア語のほか、フランス語、スペイン語、中国語、朝鮮語及びドイツ語に翻訳された。
日本語
1993年11月に『人びとシリーズ』と題して雑誌に連載された全8話を所収した単行本が、『欅の木』の題名で刊行された。その後、1999年に文庫版、2010年に新装版、2022年に愛蔵版が刊行されている。
- 『欅の木』小学館〈ビッグコミックススペシャル〉、1993年11月1日。ISBN 4-09-183791-3。[18]
- 『欅の木』小学館〈小学館文庫〉、1999年2月10日。ISBN 4-09-192302-X。[20][23]
- 『欅の木』小学館〈ビッグコミックススペシャル〉、2010年3月4日。ISBN 978-4-09-182878-1。[21][24]
- 『欅の木』小学館〈谷口ジローコレクション〉、2022年2月2日。ISBN 978-4-09-179372-0。[22][25]

イタリア語
- L'olmo e altri racconti. Planet Manga. Panini. (2001). ISBN 88-8343-047-6[18]
- L'Olmo. Taniguchi Collection. Panini. (2010-10-07). ISBN 978-88-6346-801-4[26]
- L'Olmo. Taniguchi Deluxe Collection. Panini. (2019-01-31). ISBN 978-88-9128-682-6[27]

フランス語
- L'orme du Caucase. Ecritures. Éditions Casterman. (2004-06-17). ISBN 2-203-39611-3[28]
- L'Orme du Caucase. Éditions Casterman. (2019-09-04). ISBN 9782203192423[29]

スペイン語
本作第1話の「欅の木」が、2005年アストゥリアス公国国際コミック・サロンに於いてハクストゥル賞最優秀短編作品賞を受賞した。
- El olmo del Caúcaso y otras historias…. Ponent Mon. (2004). ISBN 84-933992-5-6
- El olmo del Caúcaso y otras historias…. Ponent Mon. (2016). ISBN 978-1-910856-17-8

朝鮮語
- 『느티나무의 선물』샘터、2005年7月28日。ISBN 978-89-4641520-1。

### 関連書誌
- 谷口ジロー 著「欅の木」、山田英生 編『老境まんが』筑摩書房、東京〈ちくま文庫〉、2019年2月7日。ISBN 978-4-480-43581-1。 NCID BB27726245。OCLC 1089244049。全国書誌番号:23250336。[31]
- 川本三郎「欅の木／小さな胸が安堵したその一瞬」『東京人』第36巻第13号、都市出版、東京、2021年11月3日、ISSN 0912-0173、全国書誌番号:00057035。[32][33]

### 余聞
- 小学館と双葉社は、「小学館＆双葉社 谷口ジローフェア」と称し、本作単行本新装版と『センセイの鞄』第2巻の2書を2010年2月27日に同時発行するとともに、この2書を平積みするための紙製什器を日本国内の書店に配布した[2]。
- 小学館は『ビッグコミックオリジナル』第50巻5号（2023年2月20日（4）号）に、谷口ジローコレクション第3期刊行開始記念3号連続掲載第一弾として、本作第1話「欅の木」を「特別」掲載した[34]。

## 朗読番組
アイビーシー岩手放送は1999年から2010年まで、岩手県所縁の作家である内海隆一郎の「人びとシリーズ」を朗読するラジオ番組『ラジオ文庫』を放送した。

## 脚註

### 註釈
1. ↑  『小さな手袋』は『人びとの忘れもの』（筑波書房刊）に所収されている[4]。
2. ↑  『相棒』は『人びとの季節』（PHP研究所刊）に所収されている[5]。
3. ↑  上杉忠弘は本作品発表当時、谷口ジローのアシスタントを務めていた[15]。
4. ↑  谷口ジローは新装版発行に際し、その表紙を新たに書き下ろした[2]。
5. ↑  愛蔵本叢書「谷口ジローコレクション」は、現存する原稿を最新のスキャナで取り込み、セリフなどの文字を打ち直し、判型は初出時と同じB5判、雑誌掲載時に4色印刷及び2色印刷で掲載されたページは全て4色印刷で再現している[19]。